# کیچکی دروگیه
کیچکی دروگیه (به لهستانی:  Kiczki Drugie) یک روستا در لهستان است که در گمینا تسگووو واقع شده‌است.